# Mesterfinalen 2019
Il Mesterfinalen 2019 si doveva disputare il 17 marzo 2019 tra la vincitrice di campionato e coppa, il Rosenborg, e il Molde, squadra seconda classificata nell'ultimo campionato.
Il 15 gennaio 2019 viene scelto l'Ullevaal Stadion di Oslo come teatro della finale.
Il 15 marzo, due giorni prima della partita, la NFF decide di cancellare il match a causa delle cattive condizioni atmosferiche e di preservare il campo per la partita di Qualificazioni al campionato europeo di calcio 2020 tra Norvegia e Svezia.

## Tabellino
| Oslo 17 marzo 2019 Finale | Molde | – (annullata) | Rosenborg | Ullevaal Stadion |